# Polianske rašelinisko
Polianske rašelinisko je přírodní rezervace v katastrálních územích obcí Henclová a Švedlár v okrese Gelnica v Košickém kraji na Slovensku. Území bylo vyhlášeno v roce 1993 a jeho rozloha je 19,31 hektaru. Předmětem ochrany je rozsáhlé rašeliniště a komplex hodnotných rostlinných společenstev na přilehlých pastvinách s výskytem ohrožených druhů hub.